# Ojos del Salado
De Ojos del Salado (Spaans voor "Ogen van de Salado") is een dubbelvulkaan gelegen in de Andes, in het grensgebied tussen Chili en Argentinië. Het is de op een na hoogste berg van Zuid-Amerika en de hoogste actieve vulkaan ter wereld. De stratovulkaan is 6.891 meter hoog. Hoewel in de geschiedenis geen uitbarstingen bekend zijn, wordt hij toch tot de actieve vulkanen gerekend. Nabij de top vertoont de berg activiteit in de vorm van fumarolen. De afgelegen ligging van de Ojos del Salado zou ertoe kunnen hebben bijgedragen dat er geen uitbarstingen zijn beschreven.
De top bestaat eigenlijk uit twee pieken die vrijwel even hoog zijn en waarvan de een zich in Chili en de ander zich in Argentinië bevindt. De Chileense piek is de hoogste bergtop van het land, de Argentijnse piek moet die eer laten aan de Aconcagua.
Op 6.390 meter hoogte heeft de vulkaan een permanent kratermeer met een diameter van ongeveer 100 m. Dit is het hoogst gelegen meer ter wereld.